# Carandinò
Les Carandinò - Οικογένεια Καραντινού (Καραντινός, en grec, latinisé en Karantinos, Carandinò ou Carantinos selon les auteurs) est l'une des principales maisons de la noblesse ionienne, originaire de l'Empire byzantin où elle donna de nombreux commandants militaires, négociateurs et hommes de lettres aux Xe et XIe siècles et un patriarche de Constantinople au XIIIe siècle.
La famille s’est réfugiée dans l'île de Céphalonie après la chute de Constantinople, on retrouve également plusieurs membres de la famille au service de la république de Venise au XVIe siècle.
Elle s'est divisée en plusieurs branches à partir du XVIe siècle, dont certaines subsistent à l'époque moderne en Grèce, Roumanie, France, Italie et en Amérique latine.

## Histoire

### Origines
Les premières mentions de la famille Carandinò apparaissent à Byzance au Xe siècle, où l'on retrouve deux commandants militaires porteurs de ce nom dans l'entourage de l'empereur Basile II : le Patrice Théodore Carandinò, drongaire de la flotte, qui écrasa près de Phocée en 976, au début du règne, la flotte du rebelle Bardas Sklèros et le protospathaire (epi tou chrysotriklinou ) Constantin Carandinò, un des principaux lieutenants de l'empereur dans la guerre contre les Bulgares, qui fut le premier gouverneur des territoires nouvellement conquis en tant que stratège de Preslav.

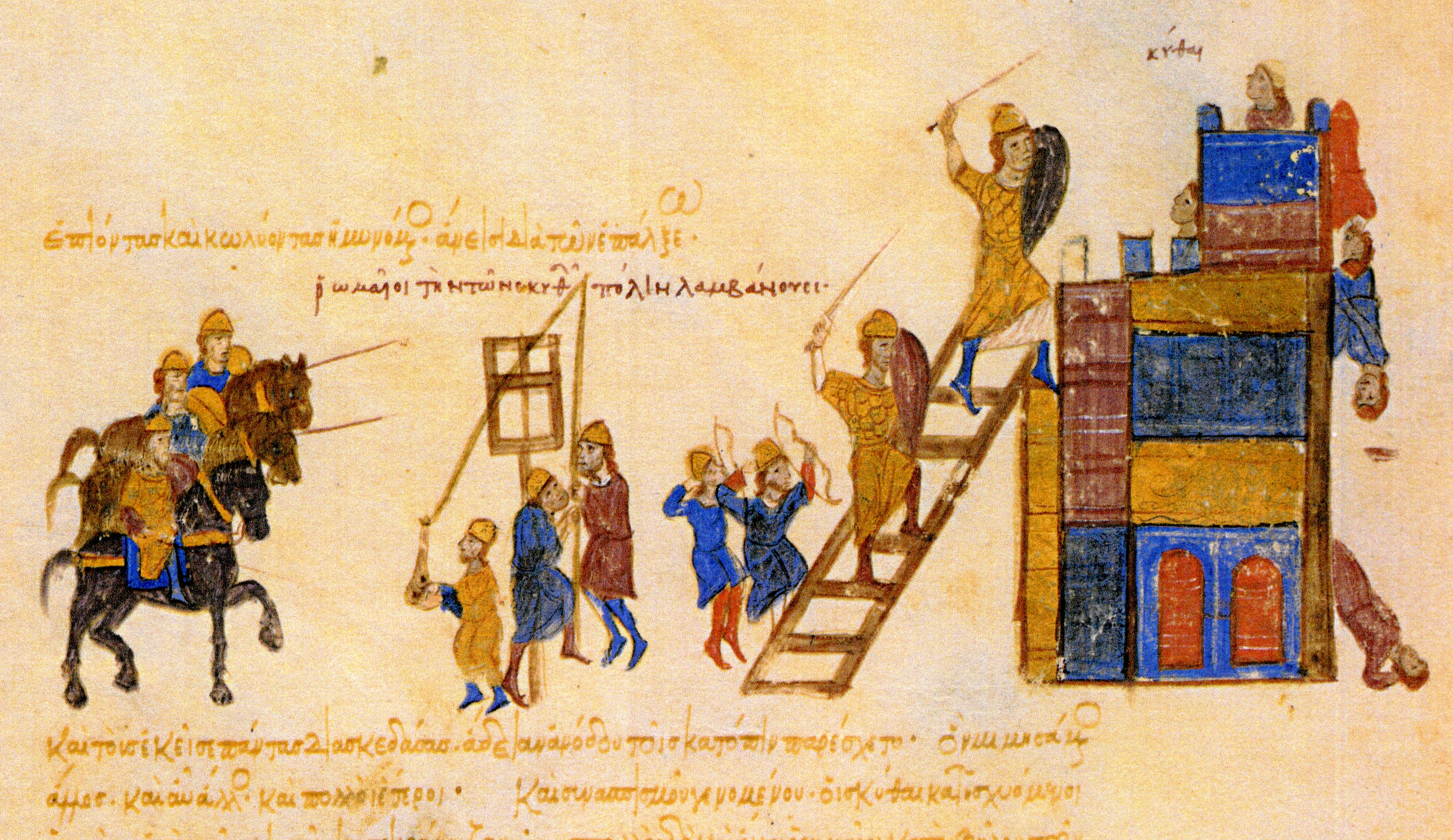
L'armée byzantine à l'assaut de Preslav. Manuscrit de Madrid, Synopsis de Jean Skylitzès.

L'ascension de cette famille, probablement originaire d'Asie mineure, est représentative des opportunités ouvertes par Basile II à la noblesse provinciale de tradition militaire, qu'il préférait à l'aristocratie constantinopolitaine, de tradition administrative, dont la fidélité douteuse et les ambitions avaient été la cause de treize années de guerre civile pendant sa minorité.
Le soutien impérial permit à nombre de ces familles de s'intégrer à la classe dirigeante de l'Empire par le succès dans la carrière des armes et de beaux mariages tout en maintenant un lien privilégié avec leur province d'origine. C'est le cas des Carandinò qui s'allièrent à cette époque avec les prestigieuses familles Argyre et Phocas, dont la première arriva au pouvoir dans les décennies suivantes, tout en restant très implantés en Asie mineure où ils financèrent notamment la construction d'églises et la rénovation de forteresses.

### Une famille de l'Empire byzantin
Attachés par de multiples liens avec l’aristocratie de l’Empire byzantin, les Carandinò (Καραντινός) apparaissent comme l'une des familles à la fidélité éprouvée sur lesquelles s'appuyèrent les Empereurs de celle-ci pour les missions de confiance et les grands commandements régionaux des Xe siècle et XIe siècle, avant de connaitre une relative éclipse au XIIe siècle sous les Comnènes auxquels ils semblent moins liés.

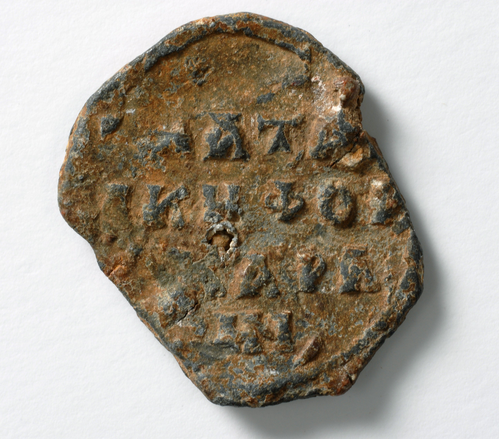
Sceau de l'amiral Nicéphore Carantinos, XIe siècle

Le Patricien (Πατρίκοιος) Constantin Carandinò, protocuropalate et beau-frère de l'empereur Romain III Argyre, (probablement le même personnage que le stratège de Preslav et compagnon d'armes de Basile II), se vit ainsi confier l'important poste de duc d'Antioche en 1029-1030 dans le contexte crucial de la campagne syrienne de Romain III en 1030. Son fils, le patrice Nicéphore fut quant à lui amiral de la marine byzantine et gouverneur du Péloponnèse. En cette qualité, il fut vainqueur de trois flottes arabes entre 1031 et 1033, notamment lors de la bataille de Nauplie en 1032. Une génération plus tard, un autre Nicéphore Carantinos s'illustra également dans l'accomplissement de missions de confiance en menant avec succès la reconquête des Pouilles décidée en 1067 par Constantin X contre les Normands puis la pacification en 1072 de la Bulgarie révoltée derrière Constantin Bodin.
Si l'attribution de commandements politiquement sensibles ne se renouvela pas sous les Comnènes qui privilégiaient les familles qui leur étaient directement alliées, les Carandinò restent très présents au sein des cadres militaires de l'Empire au tournant du XIIe siècle. Ainsi, on les retrouve dans le vivier d'officiers envoyés en 1082 en Crète par Alexis Ier Comnène afin d'encadrer le relèvement démographique de la population autochtone après la reconquête de l'île sur les arabes. Quelques années après cette expédition, c'est même l'un d'eux, le vestarque Michel Carandinò, qui dirigea l'île comme Duc puis catépan de Crète, comme l'atteste une inscription sur la forteresse de Didyma près de Milet, dans la province d'origine de la famille, qu'il fit restaurer en 1088.
À partir du XIIIe siècle, les Carandinò, membres du Sénat de Byzance, semblent occuper des fonctions essentiellement ecclésiastiques ou au sein de l'administration Impériale, suivant une évolution générale des grandes familles depuis les fonctions militaires vers les fonctions civiles. Ainsi retrouve-t-on de nombreux Carandinò dans les curies épiscopales comme Constantin, Jean et Nicétas à Milet également au début du XIIIe siècle ou Jean et son fils Léon ailleurs ou même évêques comme Basile Carandinò, métropolite de Césarée au début du XIIIe siècle. Cette vocation civile qui contraste si fort avec les origines militaires de la famille s'affirme aussi dans les monastères ou l'on retrouve notamment Dosithée Carandinò, moine influent à Thessalonique au XIVe siècle, ami de saint Nicolas Cabasilas, ou encore dans l'administration impériale où l'on retrouve Jean Carandinò, primicier des excubiteurs sous Isaac II Ange, son fils Léon, ou encore Nikitas Carandinò, juriste attesté au XIIIe siècle comme conseiller des palais.
La figure la plus marquante du XIIIe siècle reste le patriarche de Constantinople Manuel Ier Carantinos. Ancien magistros des philosophes avant le sac de Constantinople par la Quatrième Croisade en 1204, auteur d'un Traité de la rhétorique et de la philosophie, il fut choisi en 1217 comme patriarche œcuménique, en exil à Nicée, et occupa le siège patriarcal de Constantinople jusqu'à sa mort en 1222. En tant que tel, il joua un rôle diplomatique important dans les échanges entre l'empereur de Nicée Théodore Ier Lascaris et l'empereur latin, Robert de Courtenay, ainsi qu'en octroyant l'autocéphalie à l'Église serbe, sous la direction de Sava de Serbie en 1219.

### Exil vénitien

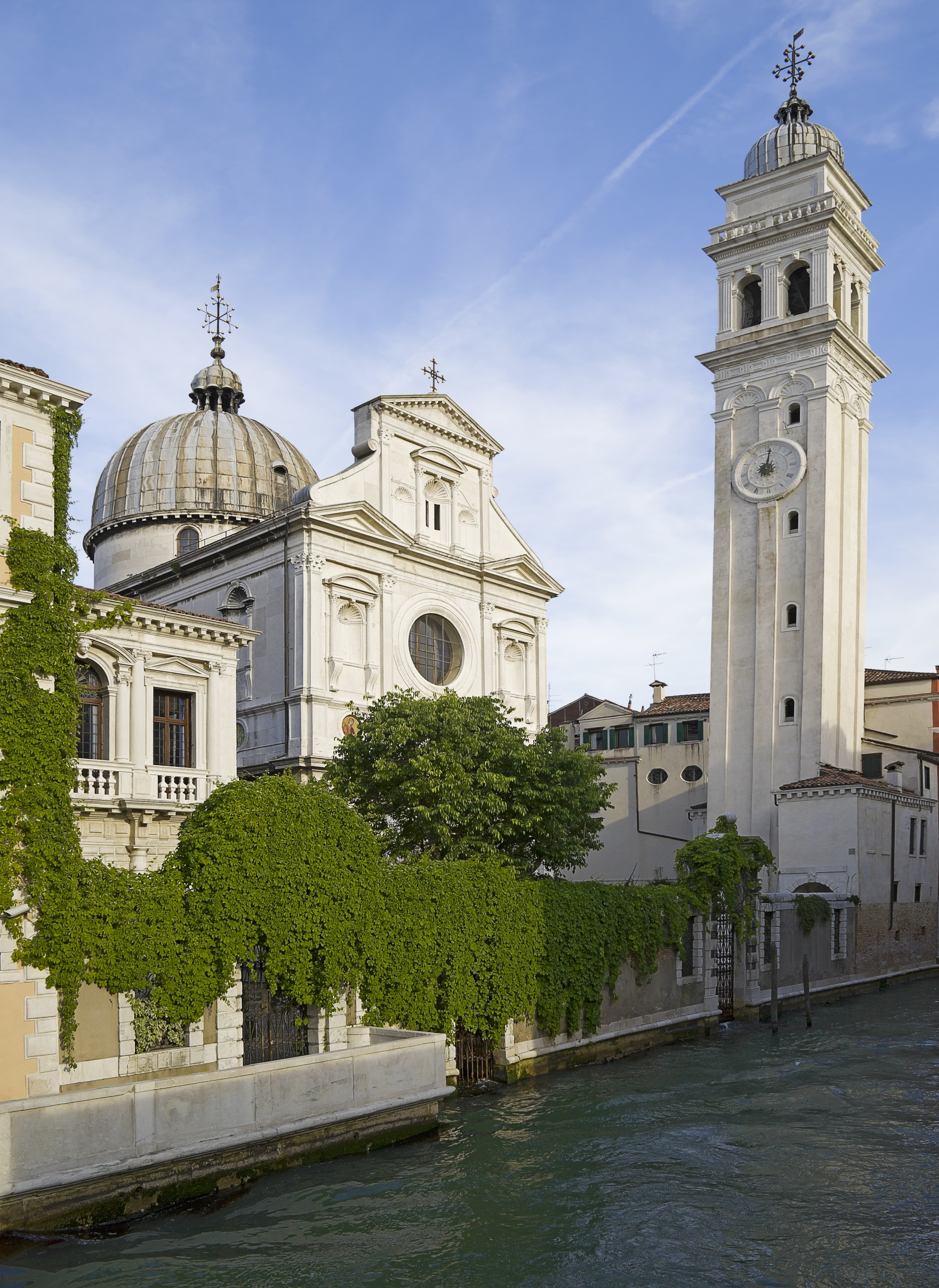
Église San Giorgio dei Greci, construite à Venise au XVIe siècle par la communauté des exilés grecs orthodoxes dont faisaient partie les Carandinò.

Après la chute de Constantinople en 1453, comme un grand nombre de dignitaires byzantins fuyant les persécutions ottomanes, le protospathaire Georges Carandinò (Καραντινός) se réfugia dans les territoires contrôlés par la république de Venise avec sa famille.
Les Carandinò ne semblent pas pour autant avoir attendu la chute de l'Empire pour entrer en contact avec la République sérénissime, dont l'autorité avait succédé à celle de Byzance en bien des territoires grecs après la Quatrième Croisade. À la suite de l'installation de colons sous la direction du vestarque Michel, on retrouve en effet des Carandinò de manière continue en Crète au moins jusqu'en 1583. Ils apparaissent très bien intégrés à l'aristocratie vénitienne de l'île, jusqu'à contribuer à sa défense comme l'atteste le titre de général (Στρατηγός) porté par l'un d'eux en 1345. Un document les compte alors parmi les huit familles les plus éminentes de Candie, et souligne leur alliance avec les Dandolo alors au pouvoir à Venise. Comme une grande part de l'aristocratie grecque des territoires vénitiens, ils jouèrent probablement alors un rôle d'intermédiaire entre les élites grecques et italiennes. Les archives notariales de Venise portent par exemple la trace d'un Angelos Carandinò, important investisseur crétois, fideicomissaire en 1451 de nombreux marchands vénitiens pour leurs affaires avec l'Empire byzantin.
Après la chute de l'Empire, les Carandinò s'illustrèrent de nouveau dans la carrière des armes, mais cette fois au sein de la république de Venise comme capitaines des Stradioti, troupes de cavalerie grecque-orthodoxe au service de la République contre les Ottomans, lors des combats de Modon, puis Corfou et enfin Céphalonie, où ils furent nommés commandants de la cavalerie lorsque l'île revint en 1500 sous la tutelle vénitienne. Les importants services ainsi rendus à la République dans les combats contre les Ottomans leur valurent l'octroi, en 1557, par décrets du doge de Venise, du fief de Carandinata (Καραντινάτα) en Céphalonie, où ils s’y établirent, latinisant leur nom en Carandinò, sans pour autant cesser d'utiliser leur nom grec Καραντινός pour les affaires avec le monde hellénique.
La famille fut inscrite en 1593 au Livre d’Or de la noblesse de Céphalonie et entra au Grand Conseil en cette même année. 
À la même époque s'installèrent en Céphalonie d'autres grandes familles byzantines en exil, dont les Phocas (devenus Foca) ou les Metaxas (latinisés en Metaxa), avec lesquels les Carandinò contractèrent de nombreux mariages dans les siècles qui suivirent.  En 1797 date à la quelle les îles ioniennes passèrent sous contrôle Français la noblesse locale fut abolie et le « Livre d’Or » brulé.  Avec l’arrivée  de l’armée de l’alliance Russo-turque, les droits des nobles furent à nouveau reconnus et un régime aristocratique s’installa de nouveau. L’amiral russe Usacoff  au nom du Tsar de Russie, ordonna d’établir un nouveau « Livre d’Or ». Les Carandinò furent à nouveau inscrits en 1799 à ce registre. Leur marque de noblesse fut reconnue comme faisant partie de l’«Antica Nobiltà Veneziana » ce qui les différenciait des nouveaux nobles élus.

### Epoque moderne
Leurs multiples attaches en Méditerranée orientale leur permirent de devenir à l'époque moderne des marchands prospères, à l'instar de nombreuses familles vénitiennes. Ils jouèrent notamment un rôle dans le développement du commerce avec le monde russe.
Les Carandinò s'inscrivirent également, depuis Céphalonie, dans les riches échanges intellectuels entre le monde grec et l'Occident qui se maintinrent à travers des Îles Ioniennes vénitiennes. Spiridion Carandinò fut ainsi lauréat en 1684 de la faculté de médecine de l'université de Padoue, qui constituait après la chute de Constantinople le plus important centre intellectuel des mondes grec et balkanique, tandis qu'au début du XVIIIe siècle, Andreas Carandinò peint des icônes fortement inspirées par l'art vénitien.  
Le mathématicien Giovanni (Ioannis) Carandinò fut quant à lui, après un séjour en France, l'introducteur en Grèce des mathématiques modernes en Grèce. C’est en 1820 que Frederick North, 5ème Lord de Guilford et administrateur Britannique pour les iles ioniennes, conquis par ses capacités, finança ses études auprès l’École polytechnique de Paris. Ses recherches sur la nature du calcul différenciel furent publiées au «Journal des Savants» de l’Imprimerie royale de Paris en 1828. Successivement  il fut professeur puis doyen de l’Académie Ionienne de Corfou.  

On les retrouva également, comme une bonne partie des élites d'origine byzantine qu'elles soient issues des Îles Ioniennes ou phanariotes, engagés de bonne heure dans le mouvement national qui mène à la guerre d'indépendance grecque. Un cadet Carandinò est cité dès 1807 comme un des premiers compagnons de Ioánnis Kapodístrias, alors jeune commandant civil au service de la république des Sept-Îles à Santa Maura, dans une lettre où il relate leur commun enthousiasme patriotique, tandis qu'un Constantin Carantinos apparait comme commandant un navire rebelle au sein d'un corps de Céphallènes commandé par Constantin Metaxas et que Giovanni Carandinò mit sur pied dès 1805 la première université grecque indépendante : l'Académie Ionienne. 

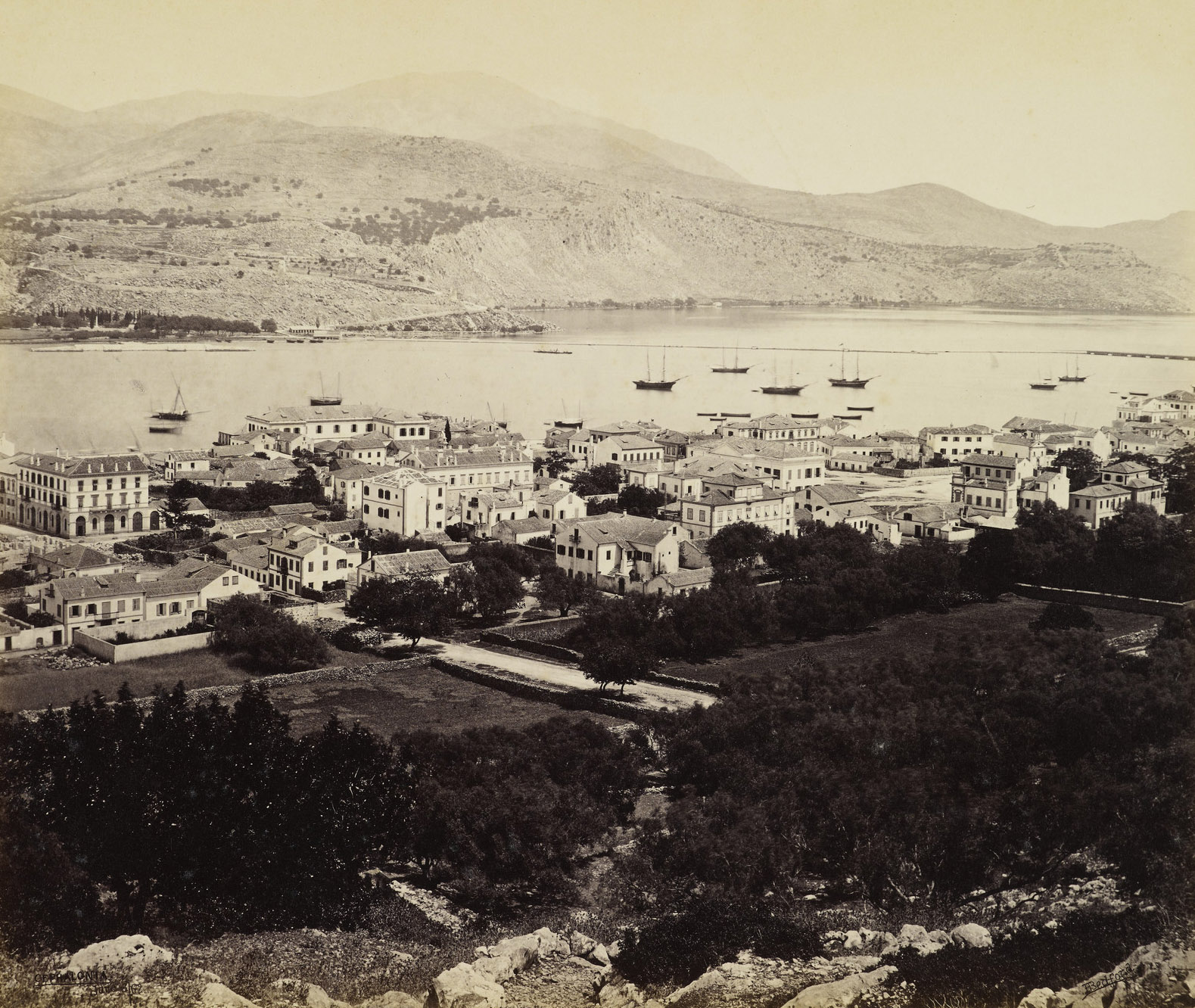
Argostoli en 1862.

Le développement du commerce au XIXe siècle facilita également l'installation des Carandinò dans tout le bassin méditerranéen, et notamment en Grèce, Roumanie, Italie ou encore Egypte. Au XXe siècle, les péripéties de l'histoire grecque ainsi que l'émigration universitaire accentuèrent cette dispersion au sein de la diaspora grecque en France ou aux Amériques.
Au XXe siècle, certains membres de la famille se sont illustrés dans les lettres ou la politique, en particulier en Grèce comme maire d’Argostoli (chef lieu et capitale de ile de Céphalonie) terre de leurs ancêtres  ou comme les frères Pátroklos et Socrates Carandinò; mais aussi en Roumanie comme Nicolae Carandino, dramaturge, journaliste et homme politique. 
Après le passage de l’île de Céphalonie au Royaume de Grèce et plus précisément en l’an 1887, un décret royal émanant du Roi George Ier des Hellènes conféra à Caralambo Carandinò, membre de cette illustre lignée, la dignité de consul de Roumanie en Céphalonie dans un décret signé par le ministre des Affaires étrangères grec de l’époque Dragoumis.
Ultérieurement, le 18 août 1912, un autre décret royal, publié au Journal officiel du gouvernement du royaume de Grèce, reconnut officiellement le maintien de leur nom de famille de leur ancien fief, (Carandinata), comme village, lui conférant ainsi un statut administratif distinct. Cette localité, portant le nom de leur maison, fut dès lors intégrée à la commune des Lachitres et placée sous l’autorité de la préfecture de Céphalonie.
Les Carandinò sont majoritairement localisés au XXIe siècle en Grèce, France, Roumanie, Italie, États-Unis et Brésil.

## Branches
Après leur établissement à Céphalonie, les Carandinò se divisèrent en plusieurs branches, à savoir la branche ainée ou Tomaseo, la deuxième branche Andrea, éteinte, la troisième branche ou Stateo et la branche cadette Nicolo, éteinte.

### Blason
Le blason des Carandinò qui apparait au Livre d'Or de la noblesse ionienne se lit en italien : Di rosso con la mano guantata tenente un arco teso munito di freccia, il tutto  d’oro ; sormontato da un corno da caccia curvo con la campana rivolta a destra dello stesso.
Un blason probablement plus ancien, utilisé en Grèce, est également indiqué dans l'Armorial de Rietstap, d'argent à trois étoiles de sable. Il s'agirait d'une reprise des insignes de l'escadre byzantine de la Mer Noire (de sable sur fond d'argent), rappelant l'origine navale de l'ascension des Carandinò.

### Demeures
- Casa Gentilizia à Argostoli : Cette demeure historique des Carandinò, bâtiment néoclassique datant du XVIIIe siècle était située sur une des principales rues commerçantes de la ville, (rue Sitemboron/marchands de blé) où le roi Georges I des Hellènes séjourna lors d'une visite à Céphalonie. Malheureusement comme nombre d’autres demeures nobles et bâtiments historiques s’écroula après le tremblement de terre de 1953.
- Fief de Carandinata-Karandinata, sur les hauteurs d'Argostoli.

### Personnalités

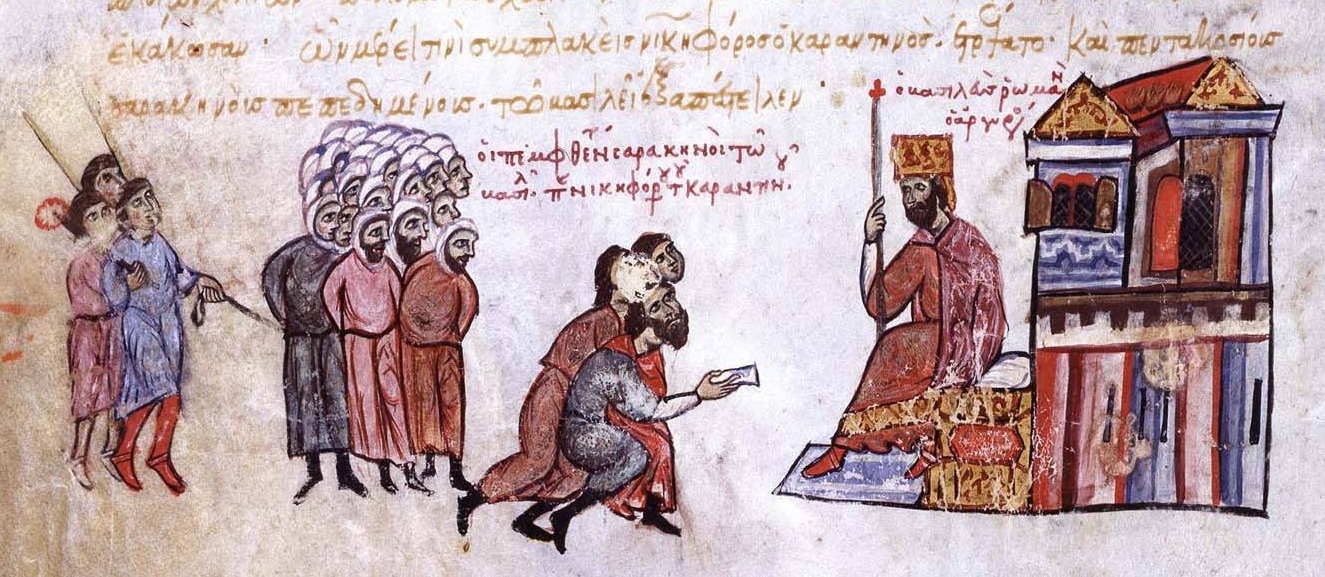
Prisonniers présentés par l'amiral Nicéphore Carantinos à l'empereur Romain III Argyre après sa victoire de Nauplie. Manuscrit de Madrid, Synopsis de Jean Skylitzès.

- L'amiral Νικηφόρος Καραντηνός (el) (Nicéphore Carantinos), considéré comme l'une des figures historiques de la Marine Byzantine de son époque.
- Le patriarche Manuel Ier Karanténos, dit Manuel le Philosophe
- Le peintre d'icônes grec Andreas Karandinos (1692-1740)[27].
- Le mathématicien grec Ioannis Karandinos - Carandinò (1784-1834), fondateur des mathématiques grecques modernes et de l'Académie Ionienne.
- L'architecte grec Pátroklos Karantinós (1903-1976), introducteur du modernisme en Grèce, organisateur du CIAM à Athènes en 1933.
- Le metteur en scène et critique grec Sokrátis Karantinós (1906-1979), au Κρατικό Θέατρο Βορείου Ελλάδος (el) (Théatre National de Grèce du Nord) à Thessalonique, frère du précédent.
- Le journaliste, dramaturge et homme politique roumain Nicolae Carandino (1905-1996).

## Pour approfondir

### Sceaux
Les Carandinò ont laissé de nombreux sceaux en Bulgarie et en Asie Mineure.

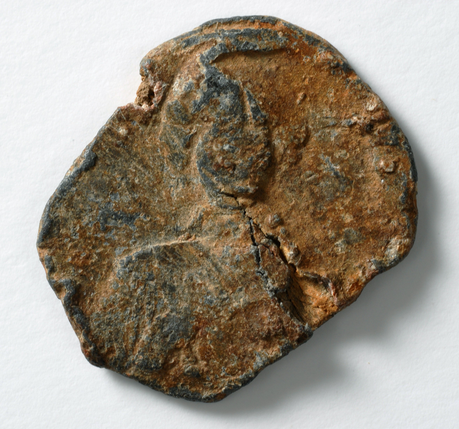
Sceau de l'amiral Nicéphore Carandinò, recto, XIe siècle
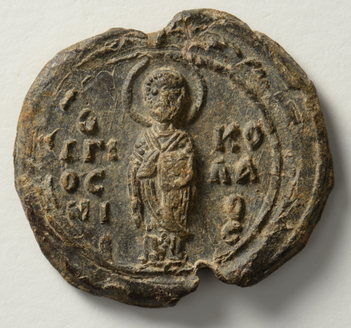
Sceau du duc Michel Carandinò, recto, XIe siècle
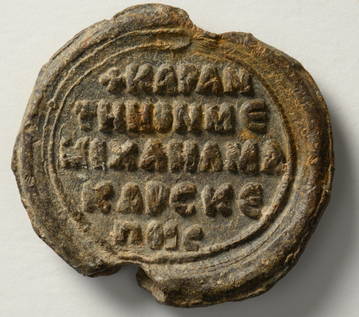
Sceau du duc Michel Carandinò, verso, XIe siècle